# Sint-Catharinakerk (Sterksel)
De Sint-Catharinakerk is een kerkgebouw te Sterksel, gelegen aan Beukenlaan 1. De kerk is een gemeentelijk monument, dat centraal ligt in het dorp.

## Geschiedenis
Deze kerk werd gebouwd in 1927 en architect was J. Tonino. Ze verving de Sint-Gertrudiskerk uit 1866, die op zijn beurt ook weer voorgangers heeft gehad. Zo werd er in 1653 gewag gemaakt van een kapel.
Het huidige kerkgebouw is een bakstenen kruiskerk in traditionalistische stijl. Links van het portaal bevindt zich een vierkante, vlakopgaande, aangebouwde bakstenen toren, gedekt door een tentdak. Het ingangsportaal is een rondboog met geblokte omlijsting.
Tegen de noordgevel zijn enkele grafstenen van de familie Pompen aangebracht. Deze familie kocht in 1798 de heerlijkheid Sterksel van de Abdij van Averbode.
Nabij de kerk bevindt zich een Heilig Hartbeeld van keramiek, en ook een monument uit 2003, dat de drie congregaties herdenkt die in Sterksel gevestigd waren.